# ゲゾ

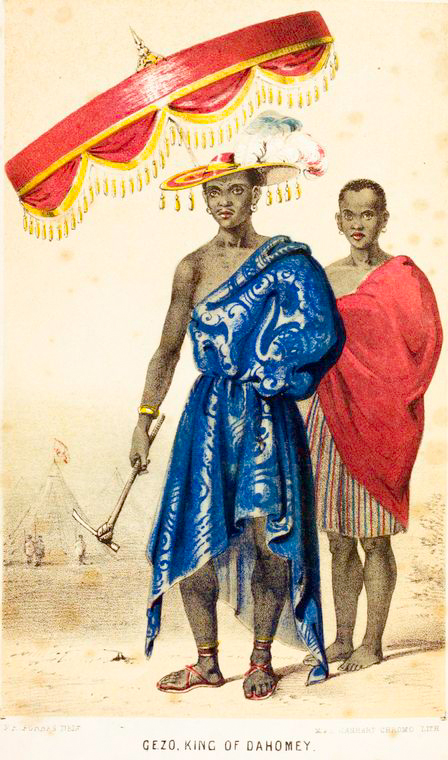
ゲゾ

ゲゾ (Ghezo/Gezo) は、ダホメ王国第9代国王（在位1818年 - 1858年）。ダホメの12人の国王の中で最も偉大な国王とされ、ダホメの全盛期を築き上げた。出生名はガクペ（Gakpe）。
ゲゾは第7代国王アゴングロの第2王子として生まれたが、父のあとを継いだ兄である第8代国王アダンドザンが「無能であった」ため、摂政に任じられ、やがてクーデターでアダンドザンを殺害して（監禁されて1861年に崩御したとも伝わる）、自らがダホメ国王に即位した。そしてゲゾは兄に対してダムナティオ・メモリアエを行い、現存する直筆書簡を除いてアダンドザンの記録はほとんど抹消された。
国王となると、ゲゾは弱体化していた東隣の宗主国オヨ王国からの独立を宣言し、属国の地位から脱した。ついで、乾季ごとに近隣に出兵して大規模な奴隷狩りを行い、それをウィダーにあるポルトガル領サン・ジョアン・バプティスタ・デ・アジュダの商人フランシスコ・フェリックス・ダ・スーザらに売却して富を蓄えた。この富でゲゾは4000人の女戦士軍団を擁し、銃とサーベルで充分に武装させることにより、オヨなどの外敵から自国を防衛することに成功した。ゲゾのクーデター成功の背景には、アダンドザンに反発していたダ・スーザによる援助があったとされる。
その一方、ゲゾは奴隷貿易以外の産業振興もおこなった。とくにパームオイルの原料となるアブラヤシの大量生産を行い、これをフランスなど欧米諸国に輸出した。当時は奴隷貿易が世論の反対などによって衰退する時期にあたっており、これによって奴隷に代わる新たな輸出品を得たダホメはそれ以降も勢力を維持することに成功した。
また、ゲゾは国民の団結を高めるため、「私たちの自由は、水を蓄えることのできない穴だらけの壷のようなものだ。もし、この国の息子たちである、あなた達それぞれが穴を指でふさぐことができれば、壷は水を蓄えることができるだろう」という言葉を残している。この言葉は以後も語り継がれ、1950年の在フランス・ブラックアフリカ学生連盟のモットーに選ばれ、独立運動の際にも引用された。1960年にダオメー共和国が独立し、さらにベナン共和国に改称した後もこの言葉はよく引用され、これをかたどった像も建設された。
1852年に奴隷貿易を廃止すると宣言していたが、それを反故にして奴隷貿易を再開した直後の1858年に急死した。死因は天然痘とも、戦死とも、暗殺とも伝わる。息子のバドホウが、「グレレ」の名で跡を継いだ。ゲゾの崩御後、フランスの勢力拡大と、奴隷貿易に対する周辺諸国の反発が相まって、ダホメ王国は3代42年で滅亡する。